# Международна единица
 Тази статия е за единицата за измервания във фармакологията и медицината.  За Международната система от единици за измерване вижте Международна система единици.  
Международна единица (МЕ, на английски: International unit, IU) във фармакологията е единица за измерване на дози на веществото, основана на неговата биологична активност. Използва се при витамини, хормони, някои лекарства, ваксини, компоненти на кръвта и подобни биологично активни вещества.
Въпреки названието ѝ, IU не е част от Международната система за измерване. Количеството вещество в 1 IU за различни класове (видове) вещества е съвсем различно.
Точното определение за една IU се различава за различните вещества и е установено с международно споразумение. Комитетът по биологична стандартизация при Световната здравна организация предоставя еталонни заготовки (образци) от определени вещества, (произволно) определя количество единиците IU, които се съдържат в тях, и определя биологичните процедури за сравнението на други заготовки с еталонните. Целта на такива процедури е да се постигне, щото различни заготовки, имащи еднаква биологична активност, да съдържат равно количество единици IU.
За някои вещества с времето са се установили масови еквиваленти за една IU, но от измерването с тези единици понякога са се отказвали. Обаче, единиците IU даже в този случай може да останат за широко използване просто за удобство. Например, витамин E съществува в осем различни форми, различаващи се по своята биологична активност. Вместо точното посочване на типа и масата на витамина в заготовката, понякога е удобно просто да се посочи неговото количество в IU. Същото се отнася и за другите витамини, за инсулина и др. под.
По-долу са посочени масовите еквиваленти на 1 IU за някои класа вещества:
- 1 IU витамин A: биологичен еквивалент на 0,3 μg ретинол, или 0,6 μg β-каротин
- 1 IU витамин C: 50 μg аскорбинова киселина
- 1 IU витамин D: биологичен еквивалент на 0,025 μg холе- или ергокалциферол
- 1 IU витамин E: биологичен еквивалент на 2/3 mg d-α-токоферол или 1 mg ацетат на dl-α-токоферол
- 1 IU препарати от инсулин: биологичен еквивалент на 34,7 μg човешки инсулин (28,8 IU/mg).

В документите на различните страни означението на единицата обикновено се локализира на езика на страната. В английския често се означава с IU (от International unit), което означение се използва понякога и като международно. В много романски езици единицата се означава с UI (например, в испански това е от unidad internacional, във френски – от unité internationale, в италиански – от unità internazionale, в румънски – от unitate internațională), с IE в някои германски езици (например, в немски – от internationale Einheit, датски – от internationale eenheid). Срещат се и други варианти, например унгарското NE (nemzetközi egység). За да не се бърка буквата „I“ с цифрата „1“, много медицински организации избягват използването на буквата „I“, като използват в своите документи за означаване на единицата за измерване само една буква – U или E (например, „три международни единици на литър“ може да се срещне записано като „3 U/L“), докато други предпочитат да изписват названието изцяло. Освен това се практикуват производни единици за измерване, които също се записват по различен начин – концентрация от IU/ml понякога се заменя с kIU/l или kU/l (кило-единици на литър, което е същото като единици на милилитър), а понякога и с допълнителни означения, което още повече обърква картината. Например, в резултатите за специфичните алергопроби ImmunoCAP пишат KUA/L, където се подразбира записът kUA/l, а индексът A означава, че измерването е алерген-специфично.